# AmeriKKKa's Nightmare
AmeriKKKa's Nightmare è il terzo album in studio del rapper statunitense Spice 1, pubblicato nel 1994.

## Tracce
1. D-Boyz Got Love for Me (feat. E-40)
2. Face of a Desperate Man
3. Strap on the Side
4. Jealous Got Me Strapped (feat. 2Pac)
5. Tell Me What That Mail Like
6. Doncha Runaway
7. Hard to Kill (feat. Method Man)
8. Nigga Sings the Blues (BLACKJACK's Version)
9. You Can Get the Gat for That
10. Bustas Can't See Me
11. Murder Ain't Crazy
12. Stickin' to the 'G' Code
13. Give the 'G' a Gat (feat. G-Nut)
14. Three Strikes
15. You Done Fucked Up